# Oscar za nejlepší film
Cena Akademie za zásluhy (Academy Award of Merit) za nejlepší film je jednou z cen, kterou každoročně uděluje americká Akademie filmového umění a věd za nejlepší filmové počiny roku. Je to jediná kategorie, kde členové Akademie mají právo nejen hlasovat ve finálním hlasování, ale také nominovat filmy. Při ceremoniálu vyhlašování cen se tato kategorie uděluje jako poslední.

## Historie
Na 1. ročníku udílení Oscarů nebyla udělena cena za nejlepší film. Namísto toho tam byly dvě oddělené ceny, jedna za nejlepší produkci – tu vyhrál film Wings –, a druhá za nejlepší uměleckou kvalitu produkce – tu vyhrál film Východ slunce. Další rok se Akademie rozhodla udělit pouze jednu cenu, a to za nejlepší produkci. Zpětně se rozhodla, že cena, kterou vyhrál film Wings, je stejná jako tato, a proto je tento film často chybně označován jako výherce ceny za nejlepší film pro první rok. Název ceny se nakonec na „nejlepší film“ změnil v roce 1931.
Od roku 1944 omezila Akademie počet nominovaných filmů na 5. Do 80. ročníku udílení Oscarů (pro rok 2007) bylo na tuto cenu nominováno 460 filmů. Oscar za nejlepší film a za nejlepší režii byly během jejich historie velmi úzce propojeny. Z 80 filmů, které vyhrály cenu za nejlepší film, jich 59 vyhrálo i cenu za nejlepší režii. Jen tři filmy vyhrály cenu za nejlepší film, aniž by byli nominováni jejich režiséři: Wings (1927/28), Lidé v hotelu (1931/32) a Řidič slečny Daisy (1989). Jediní dva výherci Oscara za nejlepšího režiséra, jejichž film nezískal cenu za nejlepší film, byli Lewis Milestone (1927/1928) a Frank Lloyd (1928/29).

## Vítězové
V následujícím seznamu jsou uvedeny filmy, které vyhrály Oscara. Kromě prvních let udělování ceny (kdy Akademie nepoužívala kalendářní roky) je uvedený rok rokem, v kterém měl film první premiéru v Los Angeles County v Kalifornii; to je většinou také rok vydání filmu, ale může to být i o rok později (jako třeba u filmu Casablanca). Předávání Oscarů, na které může být film nominován, se uskuteční rok poté; např. film uvedený v roce 2005 může být nominován na Oscara za nejlepší film za rok 2005, udělovaného v roce 2006. V seznamu je název každého filmu následován produkční firmou a producentem. Do roku 1950 se Oscar za nejlepší film uděloval produkční firmě; od roku 1951 je udělován producentovi.

### Dvacátá léta
| Rok       | Název snímku        | Produkční firma                 | Producent      |
| --------- | ------------------- | ------------------------------- | -------------- |
| 1927/1928 | Wings               | Paramount, Famous Players-Lasky | Lucien Hubbard |
| 1928/1929 | The Broadway Melody | Metro-Goldwyn-Mayer             | Harry Rapf     |

### Třicátá léta
| Rok       | Název snímku                   | Produkční firma               | Producent                     |
| --------- | ------------------------------ | ----------------------------- | ----------------------------- |
| 1929/1930 | Na západní frontě klid         | Universal                     | Carl Laemmle Jr.              |
| 1930/1931 | Cimarron                       | RKO Radio                     | William LeBaron               |
| 1931/1932 | Lidé v hotelu                  | Metro-Goldwyn-Mayer           | Irving Thalberg               |
| 1932/1933 | Cavalcade                      | Fox                           | Winfield Sheehan              |
| 1934      | Stalo se jedné noci            | Columbia                      | Harry Cohn                    |
| 1935      | Vzpoura na lodi Bounty         | Metro-Goldwyn-Mayer           | Irving Thalberg, Albert Lewin |
| 1936      | The Great Ziegfeld             | Metro-Goldwyn-Mayer           | Hunt Stromberg                |
| 1937      | The Life of Emile Zola         | Warner Bros.                  | Henry Blanke                  |
| 1938      | Vždyť jsme jen jednou na světě | Columbia                      | Frank Capra                   |
| 1939      | Jih proti Severu               | Selznick, Metro-Goldwyn-Mayer | David O. Selznick             |

### Čtyřicátá léta
| Rok  | Název snímku                | Produkční firma                                          | Producent         |
| ---- | --------------------------- | -------------------------------------------------------- | ----------------- |
| 1940 | Mrtvá a živá                | Selznick, United Artists                                 | David O. Selznick |
| 1941 | Bylo jednou zelené údolí    | 20th Century Fox                                         | Darryl F. Zanuck  |
| 1942 | Mrs. Miniver                | Metro-Goldwyn-Mayer                                      | Sidney Franklin   |
| 1943 | Casablanca                  | Warner Bros.                                             | Hal B. Wallis     |
| 1944 | Going My Way                | Paramount                                                | Leo McCarey       |
| 1945 | Ztracený víkend             | Paramount                                                | Charles Brackett  |
| 1946 | Nejlepší léta našeho života | RKO Radio                                                | Samuel Goldwyn    |
| 1947 | Džentlemanská dohoda        | 20th Century-Fox                                         | Darryl F. Zanuck  |
| 1948 | Hamlet                      | J. Arthur Rank-Two Cities Films, Universal International | Laurence Olivier  |
| 1949 | Všichni královi muži        | Rossen, Columbia                                         | Robert Rossen     |

### Padesátá léta
| Rok  | Název snímku                | Produkční firma     | Producent        |
| ---- | --------------------------- | ------------------- | ---------------- |
| 1950 | Vše o Evě                   | 20th Century-Fox    | Darryl F. Zanuck |
| 1951 | Američan v Paříži           | Metro-Goldwyn-Mayer | Arthur Freed     |
| 1952 | The Greatest Show on Earth  | Paramount           | Cecil B. DeMille |
| 1953 | Odtud až na věčnost         | Columbia            | Buddy Adler      |
| 1954 | V přístavu                  | Columbia            | Sam Spiegel      |
| 1955 | Marty                       | United Artists      | Harold Hecht     |
| 1956 | Cesta kolem světa za 80 dní | United Artists      | Michael Todd     |
| 1957 | Most přes řeku Kwai         | Columbia            | Sam Spiegel      |
| 1958 | Gigi                        | Metro-Goldwyn-Mayer | Arthur Freed     |
| 1959 | Ben Hur                     | Metro-Goldwyn-Mayer | Sam Zimbalist    |

### Šedesátá léta
| Rok  | Název snímku            | Produkční firma  | Producent       |
| ---- | ----------------------- | ---------------- | --------------- |
| 1960 | Byt                     | United Artists   | Billy Wilder    |
| 1961 | West Side Story         | United Artists   | Robert Wise     |
| 1962 | Lawrence z Arábie       | Columbia         | Sam Spiegel     |
| 1963 | Tom Jones               | United Artists   | Tony Richardson |
| 1964 | My Fair Lady            | Warner Bros.     | Jack L. Warner  |
| 1965 | Za zvuků hudby          | 20th Century-Fox | Robert Wise     |
| 1966 | Člověk pro každé počasí | Columbia         | Fred Zinnemann  |
| 1967 | V žáru noci             | United Artists   | Walter Mirisch  |
| 1968 | Oliver!                 | Columbia         | John Woolf      |
| 1969 | Půlnoční kovboj         | United Artists   | Jerome Hellman  |

### Sedmdesátá léta
| Rok  | Název snímku                | Produkční firma  | Producent                                                     |
| ---- | --------------------------- | ---------------- | ------------------------------------------------------------- |
| 1970 | Generál Patton              | 20th Century-Fox | Frank McCarthy                                                |
| 1971 | Francouzská spojka          | 20th Century-Fox | Philip D'Antoni                                               |
| 1972 | Kmotr                       | Paramount        | Albert S. Ruddy                                               |
| 1973 | Podraz                      | Universal        | Tony Bill, Michael Phillips, Julia Phillips                   |
| 1974 | Kmotr II                    | Paramount        | Francis Ford Coppola, Gray Frederickson, Fred Roos            |
| 1975 | Přelet nad kukaččím hnízdem | United Artists   | Saul Zaentz, Michael Douglas                                  |
| 1976 | Rocky                       | United Artists   | Irwin Winkler, Robert Chartoff                                |
| 1977 | Annie Hallová               | United Artists   | Charles H. Joffe                                              |
| 1978 | Lovec jelenů                | Universal        | Barry Spikings, Michael Deeley, Michael Cimino, John Peverall |
| 1979 | Kramerová versus Kramer     | Columbia         | Stanley R. Jaffe                                              |

### Osmdesátá léta
| Rok  | Název snímku        | Produkční firma                | Producent                           |
| ---- | ------------------- | ------------------------------ | ----------------------------------- |
| 1980 | Obyčejní lidé       | Paramount                      | Ronald L. Schwary                   |
| 1981 | Ohnivé vozy         | The Ladd Company, Warner Bros. | David Puttnam                       |
| 1982 | Gándhí              | Columbia                       | Richard Attenborough                |
| 1983 | Cena za něžnost     | Paramount                      | James L. Brooks                     |
| 1984 | Amadeus             | Orion                          | Saul Zaentz                         |
| 1985 | Vzpomínky na Afriku | Universal                      | Sydney Pollack                      |
| 1986 | Četa                | Metro Goldwyn Mayer, Orion     | Arnold Kopelson                     |
| 1987 | Poslední císař      | Columbia                       | Jeremy Thomas                       |
| 1988 | Rain Man            | United Artists                 | Mark Johnson                        |
| 1989 | Řidič slečny Daisy  | Warner Bros.                   | Richard D. Zanuck, Lili Fini Zanuck |

### Devadesátá léta
| Rok  | Název snímku           | Produkční firma             | Producent                                                                   |
| ---- | ---------------------- | --------------------------- | --------------------------------------------------------------------------- |
| 1990 | Tanec s vlky           | Orion                       | Jim Wilson, Kevin Costner                                                   |
| 1991 | Mlčení jehňátek        | Orion                       | Edward Saxon, Kenneth Utt, Ron Bozman                                       |
| 1992 | Nesmiřitelní           | Warner Bros.                | Clint Eastwood                                                              |
| 1993 | Schindlerův seznam     | Universal                   | Steven Spielberg, Gerald R. Molen, Branko Lustig                            |
| 1994 | Forrest Gump           | Paramount                   | Wendy Finerman, Steve Tisch, Steve Starkey                                  |
| 1995 | Statečné srdce         | 20th Century Fox            | Mel Gibson, Alan Ladd, Jr., Bruce Davey                                     |
| 1996 | Anglický pacient       | Miramax                     | Saul Zaentz                                                                 |
| 1997 | Titanic                | Paramount, 20th Century Fox | James Cameron, Jon Landau                                                   |
| 1998 | Zamilovaný Shakespeare | Miramax                     | David Parfitt, Donna Gigliotti, Harvey Weinstein, Edward Zwick, Marc Norman |
| 1999 | Americká krása         | DreamWorks                  | Bruce Cohen, Dan Jinks                                                      |

### První desetiletí 21. století
| Rok  | Název snímku              | Produkční firma               | Producent                                      |
| ---- | ------------------------- | ----------------------------- | ---------------------------------------------- |
| 2000 | Gladiátor                 | DreamWorks, Universal         | Douglas Wick, David Franzoni, Branko Lustig    |
| 2001 | Čistá duše                | Universal & DreamWorks        | Brian Grazer, Ron Howard                       |
| 2002 | Chicago                   | Miramax                       | Martin Richards                                |
| 2003 | Pán prstenů: Návrat krále | New Line Cinema               | Barrie M. Osborne, Peter Jackson, Fran Walsh   |
| 2004 | Million Dollar Baby       | Warner Bros.                  | Clint Eastwood, Albert S. Ruddy, Tom Rosenberg |
| 2005 | Crash                     | Lions Gate Entertainment      | Paul Haggis, Cathy Schulman                    |
| 2006 | Skrytá identita           | Warner Bros.                  | Graham King                                    |
| 2007 | Tahle země není pro starý | Miramax, Paramount Vantage    | Scott Rudin, Ethan Coen, Joel Coen             |
| 2008 | Milionář z chatrče        | Fox Searchlight, Warner Bros. | Christian Colson                               |
| 2009 | Smrt čeká všude           | Summit Entertainment          | Kathryn Bigelowová                             |

### Druhé desetiletí 21. století
| Rok  | Název snímku      | Produkční firma                                               | Producent                                                                      |
| ---- | ----------------- | ------------------------------------------------------------- | ------------------------------------------------------------------------------ |
| 2010 | Králova řeč       | The Weinstein Company                                         | Iain Canning, Emile Sherman, Gareth Unwin                                      |
| 2011 | Umělec            | The Weinstein Company                                         | Thomas Langmann                                                                |
| 2012 | Argo              | Warner Bros.                                                  | Grant Heslov, Ben Affleck, George Clooney                                      |
| 2013 | 12 let v řetězech | Fox Searchlight                                               | Brad Pitt, Dede Gardner, Jeremy Kleiner, Steve McQueen, Anthony Katagas        |
| 2014 | Birdman           | Fox Searchlight, Regency Enterprises, Worldview Entertainment | Alejandro González Iñárritu, John Lesher, Arnon Milchan, James W. Skotchdopole |
| 2015 | Spotlight         | Open Road Films                                               | Blye Pagon Faust, Steve Golin, Nicole Rocklin a Michael Sugar                  |
| 2016 | Moonlight         | A24, Plan B Entertainment, Pastel Productions                 | Adele Romanski, Dede Gardner a Jeremy Kleiner                                  |
| 2017 | Tvář vody         | TSG Entertainment, Double Dare You Productions                | Guillermo del Toro a J. Miles Dale                                             |
| 2018 | Zelená kniha      | Universal Pictures                                            | Jim Burke, Charles B. Wessler, Brian Currie, Peter Farrelly a Nick Vallelonga  |
| 2019 | Parazit           | Barunson E&A                                                  | Pong Čun-ho a Han Jin-won                                                      |

### Třetí desetiletí 21. století
| Rok  | Název snímku             | Produkční firma                                                  | Producent                                                                  |
| ---- | ------------------------ | ---------------------------------------------------------------- | -------------------------------------------------------------------------- |
| 2020 | Země nomádů              | Highwayman Films, Hear/Say Productions a Cor Cordium Productions | Frances McDormandová, Peter Spears, Mollye Asher, Dan Janvey, Chloé Zhaová |
| 2021 | V rytmu srdce            | Apple Original Films, Pathé Films, Vendôme Pictures              | Fabrice Gianfermi, Philippe Rousselet, Patrick Wachsberger                 |
| 2022 | Všechno, všude, najednou | IAC Films, Gozie AGBO, Year of the Rat, Ley Line Entertainment   | Daniel Kwan, Daniel Scheinert, Jonathan Wang                               |
| 2023 | Oppenheimer              | Universal Pictures, Syncopy, Atlas Entertainment                 | Emma Thomas, Charles Roven, Christopher Nolan                              |
| 2024 | Anora                    | FilmNation Entertainment, Cre Film                               | Alex Coco, Samantha Quan, Sean Baker                                       |